# Пандемија ковида 19 у Саскачевану
Пандемија ковида 19 у Саскачевану је вирусна пандемија болести корона вируса 2019 (ковид 19), нове заразне болести узроковане тешким акутним респираторним синдромом коронавирус 2 (САРС-КоВ-2). Провинција Саскачеван, током пандемије ковида 19 у Канади, заузима шесто место међу провинцијама и територијама у погледу укупног броја случајева, а треће по укупном броју случајева на милион становника.

## Временска линија
Главни медицински службеник Сакиб Шахаб је 12. марта 2020. објавио први претпостављени случај особе у 60-им годинама у провинцији која се вратила из Египта. Покрајинско ванредно стање је проглашено 18. марта, а покрајина је почела да уводи обавезно затварање небитних објеката и послова у данима који су уследили. Саскачеван је пријавио први смртни случај од ковида 19, 30. марта. До 6. априла, број нових опорављених је почео редовно да се изједначава или премашује број нових случајева, који је такође почео да опада. Дана 23. априла, премијер Скот Мо је изјавио да је број случајева у Саскачевану био 70% испод националног просека по провинцији, а хоспитализације и смртни случајеви су били 90% испод просека.
Прво ширење епидемије у провинцији почела је крајем априла, усредсређена на удаљену северозападну заједницу Ла Лош. То је повезано са избијањем заразе на пројекту Керл Ојл Сендс у северној Алберти, и са ширењем у локалним заједницама Првих нација. Ово ширење се приписује пренасељеним животним условима . У јуну и јулу, нова епидемија појавила се у западним и централним регионима провинције, усредсређена око комуналних колонија Хутерита, када је провинција достигла нови врхунац од 332 активна случаја, који је спласнуо крајем августа. Почетком октобра, број нових случајева у Саскачевану почео је нагло да расте у урбаним заједницама, при чему је ширење епидемије у принцу Алберту приписано као догађај који се изузетно брзо шири. За ово су били окривљени ноћни клубови где су се људи окупљали.
Средином новембра у провинцију су уведена нова ограничења окупљања, укључујући забрану свих групних спортских активности. До почетка децембра, провинција је достигла преко 4.000 активних случајева, и дошло је до пораста смртних случајева везаних за старачке домове. Дотадашњи смртни случајеви од ковида 19 у Саскачевану су се отприлике удвостручили током јануара 2021. године. Упркос томе што је на другим местима у Саскачевану број опао, трећи талас који се приписује Алфа варијанти (лоза Б.1.1.7) почео је да се појављује средином марта 2021. године, усредсређен на главни град провинције Риџајну, као и на оближње Мус Џа и југоисточни Саскачеван. Провинција је 23. марта наредила затварање затворених објеката за уметност, забаву, ресторане и догађаје у области Риџајна како би се успорило ширење нових варијанти ковида. Провинција је такође поново увела забрану приватних окупљања која је била недавно укинута да би се дозволили „мехури” у домаћинствима, док су школе у Риџајни, Муе Џаву и југоисточном Саскачевану добровољно обуставили наставу до најмање 26. априла. У том периоду су ишли на онлајн наставу.
Крајем маја, трећи талас је почео да јењава због како се наводи почетка вакцинације, што је резултирало тиме да је покрајина почела да укида ограничења на временској линији заснованој на метрицима вакцине. Провинција је 1. јуна забележила најмањи једнодневни пораст случајева (86) од краја фебруара. Провинција је 11. јула 2021. укинула скоро све преостале јавне здравствене наредбе и прогласила ванредно стање угашеним. Међутим, здравствени службеници и даље могу законски наложити самоизолацију становницима који су позитивни на корона тесту. Провинција је саопштила да је „огромна“ већина нових инфекција у јулу била међу пацијентима који нису у потпуности вакцинисани против ковида 19. Ово је наведено као последица заостајања вакцинисања у Саскачевану у поређењу са другим провинцијама.
Четврти талас ковида се појавио у августу. Повећан број заражених се приписивао невакцинисаним особама, са све већим стопама случајева у северним зонама Саскачевана и у Саскатуну, а провинција је пријавила највећи пораст нових случајева у периоду од маја. до 12. августа. До 22. августа хоспитализација је достигла највећи број од јуна, а седмодневни просек достигао је бројку од 166 пацијената. Саскачеван је 13. септембра пријавио нови највећи ниво пораста од 449 случајева (од којих је већина међу пацијентима који нису у потпуности вакцинисани против ковида 19), док је премашио бројку од 200 хоспитализација по први пут од априла 2021. године.
Премијер провинције, Мо, је више пута одбијао да врати наредбе јавног здравља, као што су обавезне маске, или да захтева доказ о вакцинацији како би присуствовао одређеним локацијама или догађајима, наводећи да су налози јавног здравља превазишли доступност вакцина и да жели да настави са заједничким приступом подржавајући предузећа која су хтела добровољно да наложе доказ о вакцинацији. Међутим, 16. септембра, наводећи да су четврти талас „готово у потпуности покретали” пацијенти који нису у потпуности вакцинисани против ковида 19. Премијер Мо је одступио од својих ранијих изјава и најавио „привремени“ мандат маски за затворене јавне просторе, и да ће доказ о вакцинацији постати обавезан за одређена места која нису суштински неопходна.
Саскачеван је доживео рекордне хоспитализације и коришћење интензивне неге током четвртог таласа, када је провинција предњачила у Канади, и морали су да шаљу пацијенте ван провинције да би се ослободили капацитети интензивне неге. До децембра 2021. године, дневни број случајева и хоспитализација у Саскачевану је опао на нивое најниже од августа 2021. године. Међутим, са појавом Омикрон варијанте у провинцији, случајеви су поново почели да ескалирају до краја месеца, али су хоспитализације у почетку забележиле пад у поређењу са ранијим врхунцем. Саскачеван је била једина провинција која није увела никаква нова ограничења за окупљања као одговор на варијанту Омикрона. У јануару 2022. године, дневни случајеви су почели редовно да премашују бројку од преко 900 случајева дневно, при чему је покрајина такође пријавила преко 1.000 нових случајева дневно по први пут 7. јануара, са дневним порастом свих времена од 1.170. До 24. јануара 2022. године, хоспитализације су достигле највећи број од октобра 2021. године.
Упркос новом епидемиолошком таласу, премијер Мо, је наставио да се опире спровођењу било каквих нових наредби и мера осим оних које су већ биле на снази, тврдећи да оне нису неопходне. Крајем јануара (усред протеста против мандата вакцинације за прекогранична копнена путовања, који су промовисали првенствено појединци повезани са групама крајње деснице), Мо је обећао да ће на крају одбацити доказе о обавези вакцинације у блиској будућности. Покрајина је истовремено почела да спроводи политику живљења са ковидом 19 као ендемском респираторном болешћу, укључујући препоруку брзих тестова на антиген — који се не рачунају у покрајинској статистици од стране Здравствене управе Саскачевана (СХА), у односу на ПЦР тестове за оне који су асимптоматски. Покрајина је 7. фебруара 2021. обуставила сва ПЦР тестирања која је обезбедила СХА ван „приоритетних популација“ и свакодневно објављивање статистике у вези са ковида 19 (прелазак на само недељни извештај објављен четвртком). Следећег дана, Мо је најавио да ће доказ о вакцинацији престати 14. фебруара, а да ће мандат маски бити укинут до краја фебруара.

## Статистика
| Легенда Укупно случајева Активни случајеви Опорављени Смрти 1. 2. |

## Вакцинација
Вакцинација против ковида 19 у Саскачевану почела је 15. децембра 2020. године, поделом доза кључним здравственим радницима на првој линији. Увођење у Саскачевану је од тада било засновано првенствено на старосним групама („секвенцирање засновано на узрасту“) и клиничкој рањивости, пошто здравствени званичници сматрају да је старост главни фактор ризика. Провинција је касније проширила право вакцинисања на друге особе и неопходне раднике, као и запослене у апотекама и продавницама прехрамбених производа који дистрибуирају вакцине.
Крајем марта 2021. године, провинција је покренула кампању јавног сервиса за промоцију вакцинације, која садржи сведочења радника на првој линији и власника предузећа који су примили вакцинацију.

## Последице
Пре објављивања првог случаја заразе у Саскачевану, организатори су отказали доделу награда Јуно 2020 у Саскатуну који је требао да се одржи 12. марта. Музички фестивал Кантри Тандер Саскатчеван у Крејвену је отказан за 2020. године. Канадас Фарм Шо (2020, 2021) и Кенадиен Вестерн Агрибишн (2020) у Реџајни су отказани и замењени виртуелним догађајем. Сајам нафте и гаса у Саскачевану који се одржава два пута годишње је одложен за 2022. годину.

## Статистика

### Регионална дистрибуција
Следећа табела резимира број особа са ковидом 19 у Саскачевану од 24. септембра 2021. године. Од 26. јануара 2021. године, особа се рачуна као „опорављена“ ако није хоспитализована и ако је прошло 10 дана од задњег позитивног теста, чак и ако још увек има неинфективне симптоме.
Провинција Саскачеван је 4. августа 2020. поново ускладила своје податке да би користила 13 зона уместо 6, које су саме подељене на укупно 32 подрегиона.

Здравље Саскачуана је 29. јула 2021. објавила да ће почевши од августа, дневна статистика о вакцинацији, случајевима, хоспитализацијама, смртима наставити да се ажурира свакодневно преко Саскчуван хелт Ковид 19 контролне табле на веб страници владе Саскачевана, али ће покрајина објављивати само сажетке на недељном нивоу. Међутим, 16. августа СХ је објавила да ће сада објавити број дневних случајева на основу статуса вакцинације.
| Зона               | Случајеви | Активни случајеви | Хоспитализовани | Хоспитализовани | Опорављени | Смрти |
| Зона               | Случајеви | Активни случајеви | Стационарни     | Интензивна      | Опорављени | Смрти |
| ------------------ | --------- | ----------------- | --------------- | --------------- | ---------- | ----- |
| Далеки северозапад | 3.700     | 207               | 6               | 0               | 3.456      | 37    |
| Далеки свер центар | 530       | 14                | 0               | 0               | 512        | 4     |
| Далеки Североисток | 3.699     | 281               | 0               | 0               | 3.397      | 21    |
| Северозапад        | 6.564     | 633               | 32              | 4               | 5.838      | 93    |
| Север центар       | 6.554     | 501               | 30              | 7               | 5.978      | 75    |
| Североисток        | 2.379     | 217               | 1               | 0               | 2.141      | 21    |
| Саскатун           | 15.520    | 1.095             | 77              | 26              | 14.297     | 128   |
| Запад центар       | 1.164     | 104               | 6               | 0               | 1.053      | 7     |
| Исток центар       | 3.029     | 260               | 7               | 3               | 2.747      | 22    |
| Риџајна            | 13.279    | 515               | 31              | 12              | 12,601     | 163   |
| Југозапад          | 1.585     | 203               | 11              | 5               | 1.365      | 17    |
| Југ центар         | 2.368     | 226               | 7               | 4               | 2.116      | 26    |
| Југоисток          | 3.536     | 309               | 7               | 0               | 3.178      | 49    |
| Укупно             | 64.402    | 4.734             | 215             | 61              | 59,005     | 663   |
| 1. 2. 3.           |           |                   |                 |                 |            |       |